# 象棋镇
象棋镇，是中华人民共和国广西壮族自治区梧州市藤县下辖的一个乡镇级行政单位。

## 行政区划
象棋镇下辖以下地区：
象棋社区、象棋村、双荣村、罗文村、甘村、中信村、新芹村、共胜村、柏塘村、同乐村、洛塘村、龙凤村、留村、河柳村、富祝村和道家村。